# Розрив-трава звичайна
Розрив-трава звичайна (Impatiens noli-tangere) — вид трав'янистих рослин родини бальзамінові (Balsaminaceae), який населяє помірні регіони Євразії й північний захід Північної Америки.

## Опис
Однорічна рослина 50–120 см заввишки. Стебло верхньої частини злегка розгалужене, соковите, тендітне. Листки чергуються, черешкові. Листові пластини від еліптичних до яйцюватих, тонкі, з рідко зубчастими полями (7–16 зубів з кожного боку). Квітки жовті, з червоними крапками, 2–3 см завдовжки, повисла, з крючковидно зігнутим шпорцем. Плід — 5-частинна коробочка, яка розривається, коли готова, розсіюючи насіння в повітрі. 2n = 20. 

## Поширення
Населяє помірні регіони Євразії й північний захід Північної Америки.
В Україні вид зростає у вологих місцях в лісах і на болотах — в Карпатах, на Поліссі, в Лісостепу, зазвичай; в гірському Криму (на р. Бурульча), дуже рідко.

## Галерея

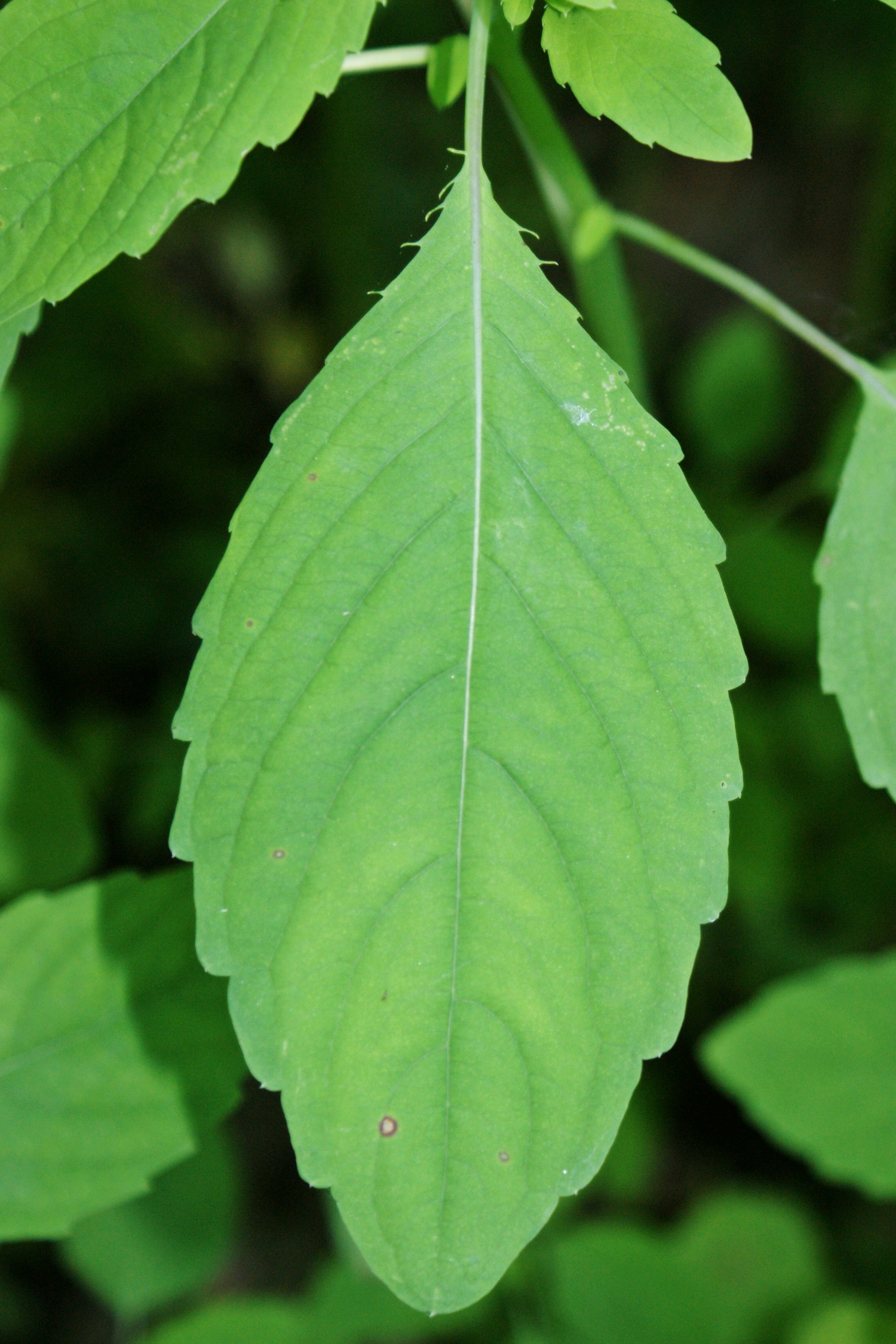
листок
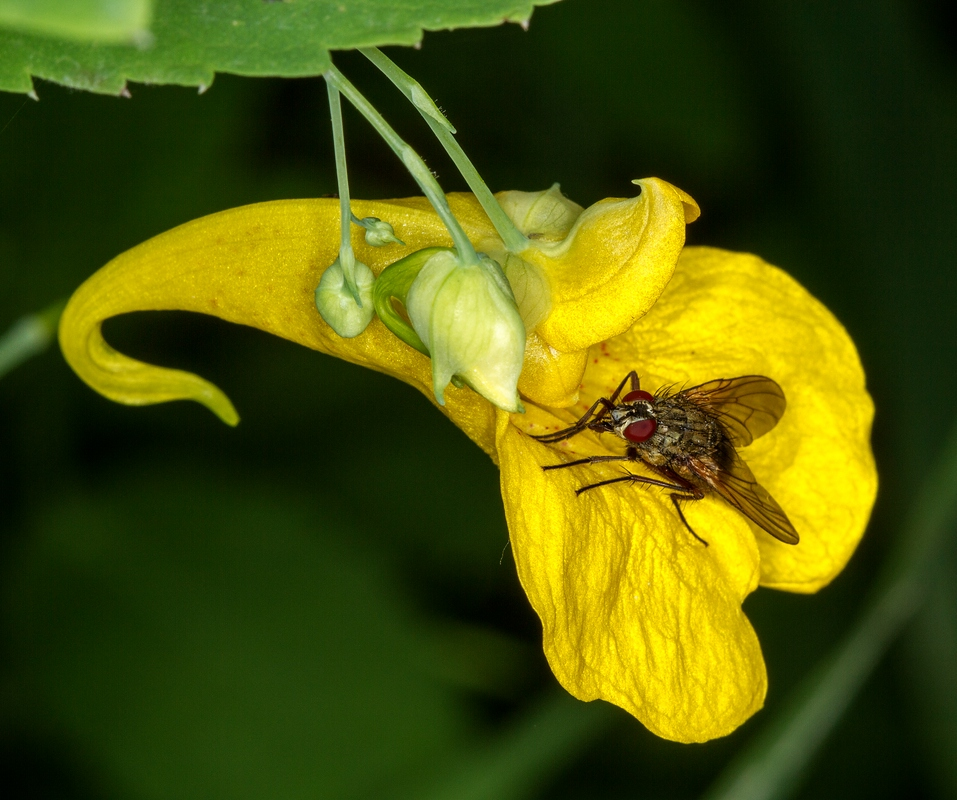
квітка
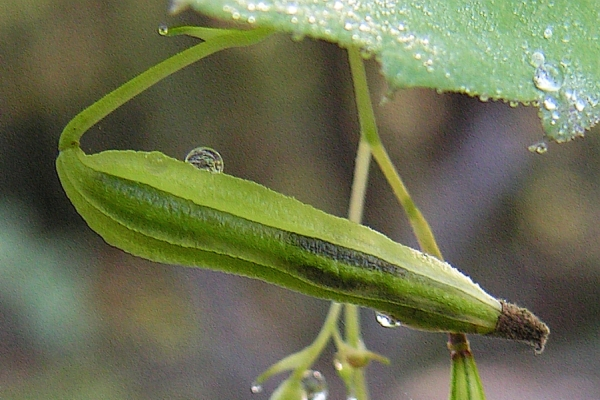
плід
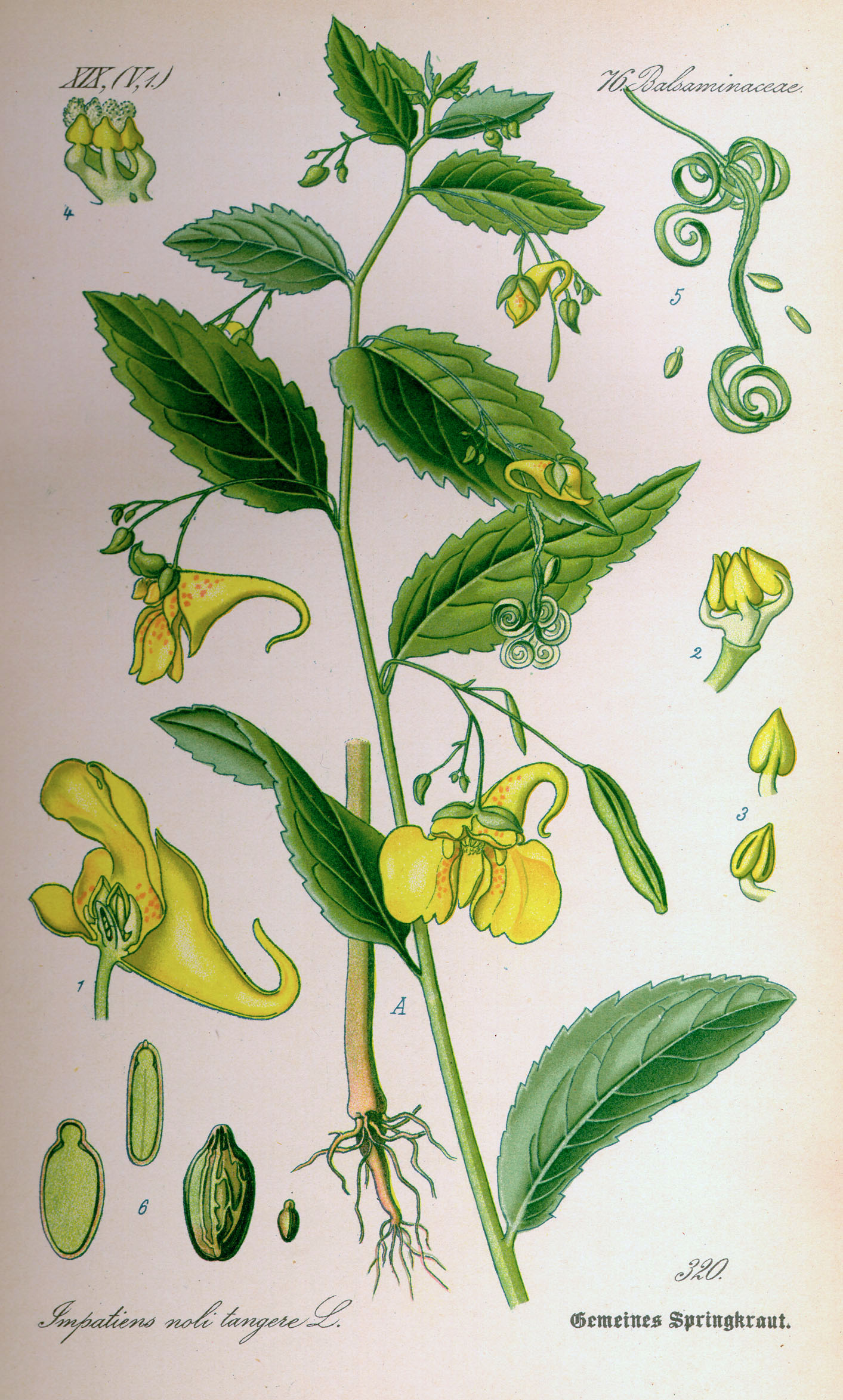
ілюстрація